# Reinhold Bernhard Jachmann
Reinhold Bernhard Jachmann (* 16. August 1767 in Königsberg i. Pr.; † 28. September 1843 in Thorn) war ein deutscher Theologe und Pädagoge. Er war ein Schüler des Philosophen Immanuel Kant und einer seiner ersten Biographen. Als Neuhumanist war er in Preußen einer der wichtigsten Schulreformer.

## Leben
Jachmann besuchte das Altstädtische Gymnasium in Königsberg, 1783 dort die Albertus-Universität Königsberg und schloss 1787 mit dem Magister ab. 1794 wurde er 3. Prediger in Marienburg, 1801 Leiter des Conradinums in Jenkau bei Danzig, 1814 Regierungs- und Schulrat in Gumbinnen, 1832 Provinzialschulrat und Geheimrat in Königsberg und Thorn.
Jachmann war Kants Student und sein glühender Verehrer. Häufig war er Gast an seinem Tisch und korrespondierte mit ihm. Er erhielt von Kant 1800 den Auftrag zu einer Biographie. Jachmann vertrat eine aufgeklärte Position im Sinne Kants, indem er alle Menschen durch Bildung fördern wollte. In jedem sah er einen „Stellvertreter der Menschheit“, die als Gattung durch Erziehung vervollkommnet werden müsse.
Mit seinem Freund und Stellvertreter am Conradinum Franz Ludwig Passow gab er das Archiv deutscher Nationsbildung heraus.
In der Zeit der Befreiungskriege schrieb Jachmann einen Plan für eine „Nationalerziehung“, die auch zum Wiedererstarken Preußens beitragen sollte. Als Neuhumanist wollte er die alten Sprachen in eine zentrale Stelle rücken, „daß der Knabe die Welt, in der er lebt, mit der Vorwelt und die Art, wie er und seine Nation denkt und handelt und seine Nationalität durch seine Sprache ausspricht, mit der Denk- und Handlungsweise und Sprache anderer Völker vergleichen lerne; wodurch er seine Nationalität erst inne wird, begründet und veredelt“.

## Werke
- Immanuel Kant geschildert in seinen Briefen an einen Freund, Königsberg 1804
- Die Nationalschule, 1812